# Christian Brückmann
Johann Friedrich Christian Brückmann (* 19. November 1803 in Greußen; † 23. Mai 1865 ebenda) war ein deutscher Gerbermeister, Gastwirt und Politiker.

## Leben
Brückmann war der Sohn des Rot- und Lohgerbermeisters Friedrich Theodor Christoph Brückmann und dessen Ehefrau Johanna Christiane geborene Schmidt. Er war evangelisch-lutherischer Konfession und heiratete am 8. August 1834 in Westerengel Johanne Sophie Friederike Axthelm (23. September 1814 in Greußen; † 27. Februar 1896 in Sondershausen), die Tochter des Schuhmachermeisters Johann Abraham Axthelm in Greußen.
Brückmann lebte als Gerbermeister in Greußen. Dort war er auch Teilhaber der Firma Chr. Brückmann & Sohn und Besitzer des Gasthauses „Felsenkeller“ sowie Senator.
Vom 4. Juni 1848 bis zum 30. Juni 1850 sowie vom 29. Dezember 1851 bis zum 31. Juli 1852 war er Abgeordneter im Landtag des Fürstentums Schwarzburg-Sondershausen.